# Lacconectus strigulifer
Lacconectus strigulifer är en skalbaggsart som beskrevs av Zimmermann 1928. Lacconectus strigulifer ingår i släktet Lacconectus och familjen dykare. Inga underarter finns listade i Catalogue of Life.